# Station Poznań Krzesiny
Station Poznań Krzesiny is een spoorwegstation in de Poolse plaats Poznań.